# Wolfgang Stützel
Wolfgang Stützel  (* 23. Januar 1925 in Aalen; † 1. März 1987 in Saarbrücken) war ein deutscher Ökonom und Professor für Volkswirtschaftslehre an der Universität des Saarlandes. Von 1966 bis 1968 war er Mitglied im Sachverständigenrat zur Begutachtung der gesamtwirtschaftlichen Entwicklung. Er prägte den Begriff Volkswirtschaftliche Saldenmechanik.

## Leben
Stützel stammt aus Aalen in Baden-Württemberg, wo sein Vater Hermann Stützel, ein promovierter Chemiker, in Kriegs- und Friedenszeiten auch als Meisterdechiffreur tätig, eine kleine Tonwarenfabrik betrieb. Seine Mutter Frieda, geb. Hennig, stammte aus Wittenberg. Er hatte drei ältere Geschwister, einen Bruder und zwei Schwestern, und brachte es mit seinem musikalischen Talent 1943 zum Schüler Elly Neys am Salzburger Mozarteum. Stützel beantragte am 15. Januar 1943 die Aufnahme in die NSDAP und wurde zum 20. April desselben Jahres aufgenommen (Mitgliedsnummer 9.401.614). Allerdings wandte er sich unter dem Einfluss des Theologen Helmut Thielicke in den letzten Kriegsjahren vom Nationalsozialismus ab. Nach dem Krieg begann er ein Studium der evangelischen Theologie und alter Sprachen in Tübingen, weil 1945 nur noch die theologischen Fakultäten arbeiteten.
Erst ab Sommer 1947 konnte er Wirtschaftswissenschaften studieren, 1950 erhielt er sein Diplom und promovierte 1952 mit einer Arbeit mit dem Titel „Preis, Wert, Macht. Analytische Theorie des Verhältnisses der Wirtschaft zum Staat“ (erschienen erst 1972 beim Scientia Verlag Aalen). Aufbauend auf den Arbeiten des amerikanischen Institutionalisten John R. Commons und dessen Werken Legal Foundations of Capitalism (1924) sowie Institutional Economics (1934) entwarf Stützel dort eine rechtsinstitutionell, macht- und erwartungstheoretisch fundierte allgemeine Wert-  und Preistheorie, die er in späteren Arbeiten allerdings noch wesentlich weiterentwickelte. Nach zwei Jahren als Assistent von Carl Brinkmann in Tübingen bekam er ein Forschungsstipendium für die London School of Economics und arbeitete 1953 bis 1956 als stellvertretender Leiter der Volkswirtschaftlichen Abteilung der Berliner Bank und 1957 bis 1958 zuerst als wissenschaftlicher Mitarbeiter, zuletzt als Abteilungsleiter für Publikationen und Sonderaufgaben bei der Bundesbank. 1953 stellte er seine erste Habilitationsschrift fertig, die erst 1979 unter dem Titel „Paradoxa der Geld- und Konkurrenzwirtschaft“ beim Scientia Verlag Aalen veröffentlicht wurde.
Stützel habilitierte sich 1958 offiziell über die Saldenmechanik makroökonomischer Zusammenhänge, einem weiterentwickelten Ausschnitt aus seiner Habilitationsschrift von 1953, an der Rechts- und Wirtschaftswissenschaftlichen Fakultät der Universität Tübingen. Die zurückgezogene erste Habilitationsschrift, die erst 1979 unter dem Titel Paradoxa der Geld- und Konkurrenzwirtschaft beim Scientia Verlag in Aalen publiziert wurde, war der Rechts- und Wirtschaftswissenschaftlichen Fakultät der Universität Tübingen zu umfangreich und zu mathematisch. Stützel hatte dort sein in seiner Dissertation formuliertes Programm umgesetzt, Rechtinstitutionalismus und ‚reine Ökonomie‘ kohärent zu integrieren. Weiterhin hatte er systematisch eine Reihe von Problemverschlingungen in der Walrasianischen Tradition der Wirtschaftstheorie identifiziert und aufgelöst, die bis hinein in keynesianische Modelle wirkten. Er verfolgte dabei u. a. das Ziel, den Streit zwischen Keynesianern und neoklassischen ‚Anti-Keynesianern‘ rational aufzulösen und überflüssig zu machen. 'Er wurde sofort, gefördert von Herbert Giersch, im Alter von knapp 33 Jahren als ordentlicher Professor nach Saarbrücken berufen, wo er sich auf die Bankbetriebslehre und die Volkswirtschaftslehre mit Schwerpunkt Geld, Währung und Kredit konzentrierte. Hier baute er ab September 1959 mit Schülern die Erkenntnisse zur Verlustausgleichsfunktion des bankbetrieblichen Eigenkapitals zur Maximalbelastungstheorie aus. Dem Sachverständigenrat zur Begutachtung der gesamtwirtschaftlichen Entwicklung gehörte Stützel ab Februar 1966 an und schied schon im September 1968 wieder aus, weil er eine Aufwertung der DM nicht vertreten wollte und er daran gehindert wurde, seine abweichende Auffassung in einem Minderheitsvotum zum Ausdruck zu bringen.
In den 1970er Jahren engagierte er sich auf verschiedenen Ebenen bei der FDP (Stadtverordneter, Landesvorstand, Bundestagskandidat, Mitglied in diversen Gremien der Bundespartei). Die „Saarbrücker Stellungnahme zu zwei Zentralthemen liberaler Wirtschafts- und Gesellschaftspolitik“ gilt als Vorläufer des Lambsdorff-Papiers. Er lehrte fast 30 Jahre als ordentlicher Professor an der Universität des Saarlandes und lehnte mehrere Rufe an andere Universitäten ab.
1986 erlitt er einen Schlaganfall, von dessen Folgen er sich nicht wieder erholte. Daraufhin entschied er sich 1987 zum Freitod. Er hinterließ drei erwachsene Kinder. Sein Nachlass befindet sich im Archiv der Universität des Saarlandes.

## Auszeichnungen
- 1978: Ludwig-Erhard-Preis für Wirtschaftspublizistik[21]
- 1985: Ehrendoktorwürde der Juristischen Fakultät der Eberhard-Karls-Universität zu Tübingen
- 1985: Großes Bundesverdienstkreuz

## Mitgliedschaften
- 1958–1987: Professor an der Wirtschaftswissenschaftlichen Fakultät der Universität des Saarlandes
- 1966–1968: Sachverständigenrat zur Begutachtung der gesamtwirtschaftlichen Entwicklung
- 1982–1987: Kronberger Kreis
- 1981–1985: Beirat der Friedrich-Naumann-Stiftung

## Wirtschaftspolitische Standpunkte
Als Herausgeber der Schriften von Wilhelm Lautenbach vertrat Wolfgang Stützel in seinen frühen Jahren keynesianische Vorstellungen und begründete mit der von ihm ausgearbeiteten und in die ökonomische Diskussion eingeführten volkswirtschaftlichen Saldenmechanik einen kritischen Ansatz gegenüber der herrschenden Lehre in der Volkswirtschaftslehre.
In den siebziger Jahren entfernte sich Stützel immer mehr von den keynesianischen und nachfrageorientierten Positionen. Nach der mit Hochzinspolitik verursachten Rezession 1973/74 war eine hohe Arbeitslosigkeit entstanden und Stützel wollte diese als ein weniger konjunkturelles, als vielmehr strukturelles Problem sehen und plädierte für Kürzungen im Sozialbereich und den Abbau des Kündigungsschutzes. In seinem Buch Marktpreis und Menschenwürde (1981) argumentierte er für einen Umbau des Sozialstaats entsprechend den Vorstellungen des Wirtschaftsliberalismus im Kronberger Kreis. Er legt in dem Buch seine These dar, dass eine „gute soziale Absicht“ oft „böse soziale Folgen“ haben kann – so halte ein stärkerer Kündigungsschutz oder überhöhte Tarife Arbeitgeber davon ab, Menschen überhaupt anzustellen. Die Verpflichtung zur Lohnfortzahlung im Krankheitsfall durch den Arbeitgeber vermindere die Anstellungschancen kränklicher Menschen. Er setzte sich für eine „Marktwirtschaft mit systemkonformer Sozialpolitik“ ein, in der der Staat die Aufgabe hat, für gleiche Startchancen zu sorgen und Schwächeren Hilfe zu leisten, aber in der so wenig wie möglich durch Vorschriften in die Marktwirtschaft eingegriffen wird. Bereits in den 60er Jahren stellte er die Überzeugung infrage, dass eine gesunde Wirtschaft ständig weiteres Wirtschaftswachstum brauche.
Einer seiner bekanntesten Schüler, Peter Bofinger, würdigt ihn wie folgt: „Stützel war ein kompromissloser Verfechter marktwirtschaftlicher Grundsätze, ohne einer Schule anzugehören. Viele seiner wissenschaftlichen Erkenntnisse trafen zuerst auf Widerstand, setzten sich dann aber in der Wirtschaftspolitik durch, weil sie auf einem klaren ordnungspolitischen Fundament aufbauten, das Stützel mit großer Konsequenz weiterentwickelte. Seine Weitsicht und seine Bereitschaft zum Widerspruch belebten die wissenschaftliche Diskussion und befruchteten die Gestaltung der Wirtschaftsordnung in der Bundesrepublik Deutschland.“

### Geld- und Währungspolitik
Als Mitglied im Sachverständigenrat lehnte Wolfgang Stützel im Jahr 1968 die Aufwertung der DM ab. Die von der Bundesbank mit Hochzinspolitik ausgelöste Rezession von 1967 hatte die Inflation in Deutschland stark gesenkt und dem deutschen Export damit einen Kostenvorteil gebracht. Als engagierter Gegner der Aufwertung – auch schon im Jahr 1961 hatte er sich gegen die Aufwertung der DM gewandt – verließ Stützel im Konflikt mit der Mehrheit des Sachverständigenrats im September 1968 dieses Gremium.

## Schüler und Mitarbeiter
- Michael Bitz habilitierte 1976 bei Wolfgang Stützel und verfasste zusammen mit ihm und Wolfgang Cezanne das Buch „Übungen in VWL“
- Hans-Jacob Krümmel kam 1959 zur Uni Saarbrücken, wo er 1964 unter Stützel seine Habilitationsschrift „Bankzinsen - Untersuchungen über die Preispolitik von Universalbanken“ verfasste.
- Peter Bofinger war 1976–78 wissenschaftliche Hilfskraft und 1981–85 wissenschaftlicher Mitarbeiter am Lehrstuhl von Wolfgang Stützel.
- Heiner Flassbeck war 1975/76 Assistent am Lehrstuhl von Stützel mit Schwerpunkt Währungsfragen.
- Wolfram Engels habilitierte 1968 bei Wolfgang Stützel in Saarbrücken.
- Otmar Issing hörte Stützel zur Ordnungspolitik und zur langfristigen Wirkung wirtschaftspolitischer Instrumente.
- Wolfgang Cezanne promovierte 1972 bei Wolfgang Stützel und schrieb mit Stützel zusammen das Buch „Übungen in VWL“
- Hartmut Schmidt promovierte 1969 bei Wolfgang Stützel.

## Werke
- als Hrsg.: Wilhelm Lautenbach: Zins, Kredit und Produktion. Mohr (Siebeck), Tübingen 1952 (PDF 1,5 MB).
- Preis, Wert und Macht. Scientia, Aalen 1972, ISBN 3-511-00668-6. (Unveränd. Neudr. d. Tübinger Diss. 1952)
- Bemerkungen zur Bilanztheorie, Betriebswirtschaftlicher Verlag Gabler, Wiesbaden 1967.
- Volkswirtschaftliche Saldenmechanik. Mohr, Tübingen 1978, ISBN 3-16-150955-2. (Nachdr. der 2. Aufl., 2011, Mohr Siebeck)
- Paradoxa der Geld- und Konkurrenzwirtschaft. Scientia, Aalen 1979, ISBN 3-511-09029-6.
- Marktpreis und Menschenwürde. Thesen zur Wirtschafts- und Bildungspolitik. Bonn Aktuell, Stuttgart 1981, ISBN 3-87959-161-X.
- Über unsere Währungsverhältnisse. Mohr Siebeck, Tübingen 1983, ISBN 3-16-344632-9.
- Bankpolitik – heute und morgen. Knapp, Frankfurt am Main 1983, ISBN 3-7819-0292-7. (3. unveränd. Auflage / mit Vor- u. Nachwort d. Verfassers / 1. Auflage 1964).
- Hartmut Schmidt / Eberhart Ketzel / Stefan Prigge (Hrsg.): Wolfgang Stützel – Moderne Konzepte für Finanzmärkte, Beschäftigung und Wirtschaftsverfassung. Mohr Siebeck, Tübingen 2001, ISBN 3-16-147614-X.